# آکسل باکونتس
آکسل باکونتس (ارمنی: Ակսել Բակունց؛ ; زاده ۱۳ ژوئن ۱۸۹۹ – درگذشته ۸ ژوئیه ۱۹۳۷) یک نویسنده مترجم و فعال اجتماعی اهل ارمنستان بود.

## زندگی‌نامه

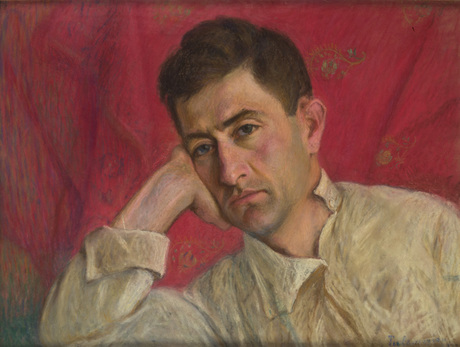

با نام کامل آلکساندر استپانی توُسیان ارمنی: Ալեքսանդր Ստեփանի Թևոսյան; انگلیسی: Alexander Stepani Tevosyan در ۲۵ ژوئن [سبک قدیمی: ۱۳ ژوئن] ۱۸۶۸ میلادی در شهر گوریس ارمنستان به دنیا آمد و در «سمیناری گوُرگیان» (Gevorkian Seminary) در اجمیادزین تحصیل نمود.
متعاقباً به عنوان یک داوطلب ارمنی در نبردهای کارس، ارزوم و ساردارآباد شرکت نمود. بین سال‌های ۱۹۱۸ تا ۱۹۱۹ میلادی در شهر ایروان وی معلم، مصحح و گزارشگر بود. در سال ۱۹۲۰ میلادی در رشته کشاورزی در انستیتوی خارکف در اوکراین پذیرفته شد.
وی از سال ۱۹۲۶ میلادی در شهر ایروان اقامت داشت جایی که وی با نخستین مجموعه داستان‌هایش تحت عنوان «Mtnadzor» (The Dark Valley) خود را به عنوان یک نویسنده با استعداد به سرعت مطرح نمود.
یقیشه چارنتس (۱۹۳۷–۱۸۹۷) هم دانشگاهی و دوست باکونتس، عضو پیشین «انجمن اتحایه پرولتاریا ارمنستانی» بود. باکونتس نیز از قربانیان دوره ترور استالینی بود. وی به جرایم مختلفی از جمله بیگانگی از جامعه سوسیالیستی متهم شد.
او در سال ۱۹۳۶ میلادی دستگیر شد. باور بر این است که وی در سال ۱۹۳۷ میلادی پس از یک دادگاه ۲۵ دقیقه‌ای تیرباران شده است

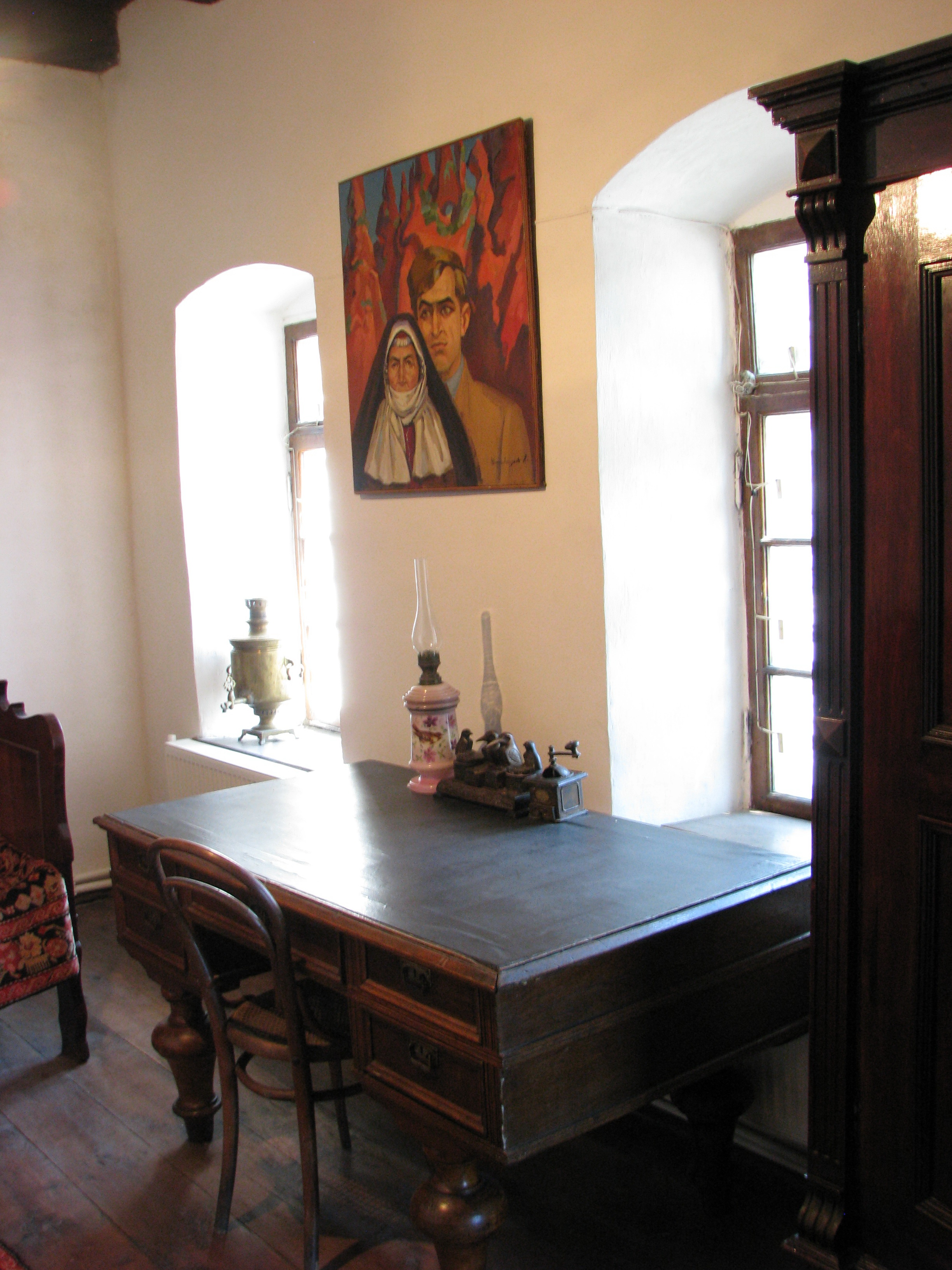
موزه باکونتس

خانهٔ وی در شهر گوریس که وی بزرگ شده بود، در سال ۱۹۵۷ میلادی، تبدیل به موزه شده است

## آثار
- "Alpiakan manushak"
- "لار-مارکار" ("Lar-Markar")
- "Kyores" (۱۹۳۵)
- "نامه‌ای به تزار روسیه" Namak rusats tagavorin ("A letter to the Russian czar")
- "زانگزور" (Zangezur فیلمنامه)
- "دره تاریک" Mtnadzor (مجموعه داستان‌های کوتاه ۱۹۲۷) (ترجمه به انگلیسی تحت عنوان "The Dark Valley" (۲۰۰۹)